# Barholm
Barholm – wieś w Anglii, w Lincolnshire. Leży 61,3 km od Lincoln i 132 km od Londynu.
W 1921 roku civil parish liczyła 170 mieszkańców. Barholm jest wspomniana w Domesday Book (1086) jako Bercaham/Berc(he)ham.